# Стокпорт (Охајо)
Стокпорт (енгл. Stockport) град је у америчкој савезној држави Охајо.

## Демографија
По попису из 2010. године број становника је 503, што је 37 (-6,9%) становника мање него 2000. године.
| Група             | 2000.       | 2010.       |
| Белци             | 509 (94,3%) | 458 (91,1%) |
| Афроамериканци    | 11 (2,0%)   | 15 (3,0%)   |
| Азијати           | 0 (0,0%)    | 0 (0,0%)    |
| Хиспаноамериканци | 4 (0,7%)    | 3 (0,6%)    |
| Укупно            | 540         | 503         |